# Tjomakovtsi
Tjomakovtsi (bulgariska: Чомаковци) är ett distrikt i Bulgarien.   Det ligger i kommunen Obsjtina Tjerven brjag och regionen Pleven, i den nordvästra delen av landet, 90 km nordost om huvudstaden Sofia.
Trakten runt Tjomakovtsi består till största delen av jordbruksmark. Runt Tjomakovtsi är det ganska glesbefolkat, med 47 invånare per kvadratkilometer.